# Шиткинское муниципальное образование
Шиткинское муниципальное образование — муниципальное образование со статусом городского поселения в
Тайшетском районе Иркутской области России. Административный центр — поселок Шиткино.

## Демография
По результатам Всероссийской переписи населения 2010 года
численность населения муниципального образования составила 2043 человек, в том числе 957 мужчин и 1086 женщин.

## Населенные пункты
В состав муниципального образования входят населенные пункты
- Шиткино
- Тракт-Кавказ
- Тракт-Ужет
- Яковская[2]